# Праслово (Можайский район)
Праслово — деревня в Можайском городском округе (до 17 марта 2018 — Можайский район Московской области) в Московской области России. Расположена близ пгт. Уваровка, в 1,5 км к востоку. Ранее входила в состав городского поселения Уваровка, упразднённое 8 февраля 2018 года

## География
Высота над уровнем моря 272 м.
Праслово расположена в 24 км от города Можайск к в западу.
На западе деревня примыкает к пгт Уваровка. 
Ближайшие населенные пункты: д. Шохово (3 км на юг), п. Учхоза Александрово (6 км на юго-восток), деревни Сычи (1 км на юго-восток), Ерышово (2 км на северо-восток), Пасильево (2 км на юг), Акиньшино (3 км на юго-восток), Колоцкое (3 км на юг).

## Население
| 2002 | 2006 | 2010 |
| ---- | ---- | ---- |
| 60   | ↘55  | ↗63  |